# 최성진 (축구 선수)
최성진(2002년 6월 24일 ~ )는 대한민국의 축구 선수로, 포지션은 공격수이다. 현재 충남 아산 FC 소속이다.